# 遠岸無線鰨
遠岸無線鰨為輻鰭魚綱鰈形目鰨亞目舌鰨科的其中一種，為熱帶海水魚，分布於西大西洋美國北卡羅萊納州至墨西哥灣北部海域，棲息深度1-73公尺，體長可達17公分，棲息在沿岸淺水域，生活習性不明。

## 扩展阅读
維基物種上的相關：遠岸無線鰨